# Vepar
En demonología, Vepar es un fuerte Gran Duque del Infierno, y manda sobre veintinueve legiones de demonios. Gobierna las aguas y guía  barcos acorazados cargados de municiones y armas; también puede hacer, si se le pide, que el mar se ponga agitado y tormentoso, y aparezca repleto de barcos. Vepar puede hacer a los hombres morir en tres días por llagas y heridas putrefactas, causando que los gusanos se generen en ellos, pero por petición del mago puede curarlas inmediatamente.
Se muestra como una sirena.
Otros nombres: Separ, Vephar.
De acuerdo a las correspondencias con los arcanos menores del tarot establecidas en el Occult Tarot de Travis McHenry, su arcano equivalente es el 8 de copas, por lo que su decano zodiacal abarca los días entre 20 de febrero y el 1 de marzo, aproximadamente.